# كينغ دونوفان
كينغ دونوفان (بالإنجليزية: King Donovan)‏ مواليد 25 يناير 1918 في مانهاتن، نيويورك، نيويورك، الولايات المتحدة - الوفاة 30 يونيو 1987 في كونيتيكت، مقاطعة نيو هيفن، الولايات المتحدة، هو ممثل أمريكي بدأ مسيرته الفنية سنة 1948. امتدت مسيرته الفنية لأكثر من 36 عاما.

## أعماله
- كل رجال الملك (فيلم)
- مسافرون إلى النجوم (فيلم)
- راعي البقر

## روابط خارجية
- كينغ دونوفان على موقع IMDb (الإنجليزية)
- كينغ دونوفان على موقع ألو سيني (الفرنسية)
- كينغ دونوفان على موقع أول موفي (الإنجليزية)
- كينغ دونوفان على موقع قاعدة بيانات برودواي على الإنترنت (الإنجليزية)
- كينغ دونوفان على موقع قاعدة بيانات الأفلام السويدية (السويدية)
- كينغ دونوفان على موقع إن إن دي بي (الإنجليزية)
- كينغ دونوفان على موقع قاعدة بيانات الفيلم (الإنجليزية)
- كينغ دونوفان على موقع كينوبويسك (الروسية)